# Estação de Mataró
Mataró é uma estação ferroviária pertencente a empresa Adif; situada na cidade de Mataró, região de Maresme, Catalunha. A estação é composta pela linha Barcelona - Mataró - Maçanet Massanes, por onde circula os trens da linha R1 da Rodalies de Catalunya, operada pela Renfe. Ela também efetua a parada de um trem da Alaris.
A estação ferroviária entrou em serviço no dia 28 de outubro de 1848, quando se inaugurou a estada de ferro de Barcelona a Mataró, sendo a primeira linha ferroviária na Península Ibérica. O terminal de Barcelona foi construído entre La Barceloneta e Ciudadela, no início da extinta Avenida do Cemitério e próximo a praça de touros El Torín, que posteriormente seria substituída pela estação de Rodalies. A iniciativa para a construção da estrada de ferro foi de Miquel Biada para executar múltiplas relações comerciais estabelecidas entre Mataró e Barcelona.
A estação recebe trens, em particular, oriundos ou com destinos a estação de Molins de Rei, com exceção de alguns trens que continuam até a estação de Calella e estação Rambla Just Oliveras. Em 9 de fevereiro de 2012, um acidente ferroviário ocorreu quando um trem colidiu com um para-choque de via localizado no final da quarta via.

## Linhas e conexões
| << cabeceira                   | < estação                      | linha | estação >                         | cabeceira>>                               |
| ------------------------------ | ------------------------------ | ----- | --------------------------------- | ----------------------------------------- |
| Rodalies de Catalunya de Renfe |                                |       |                                   |                                           |
| Molins de Rey Hospitalet       | Cabrera de Mar-Vilassar de Mar |       | terminal San Andrés de Llavaneras | terminal Calella Blanes Massanet-Massanas |
| Terminal                       | Terminal                       |       | San Andrés de Llavaneras          | Figueras                                  |